# 유정 (동해정왕)
동해정왕 유정(東海靖王 劉政, ? ~ 102년)은 후한 중기의 황족·제후왕으로, 동해왕이다. 광무제의 장남 동해공왕의 아들이다.

## 생애
영평 원년(58년), 아버지의 뒤를 이어 동해왕에 봉해졌다.
유정은 품행이 음란하고 경박하였다. 숙부 중산간왕의 장례식 때 중산간왕의 후궁 서비(徐妃)를 자기가 취하였고, 또 액정(掖庭)에서 출궁한 궁녀를 몰래 데려갔다. 예주자사와 노상이 이를 조정에 보고하여 유정을 주살하라고 주청하였으나, 화제는 설현(薛縣)을 몰수하는 것으로 사건을 덮었다.
영원 14년(102년)에 죽어 시호를 정(靖)이라 하였고, 아들 유숙이 작위를 이었다.

## 출전
- 범엽, 《후한서》 권4 효화효상제기·권42 광무십왕열전